# Amtsgericht Mitte
Das Amtsgericht Mitte von Berlin ist ein deutsches Gericht der ordentlichen Gerichtsbarkeit. Das Gebäude entstand im 19. Jahrhundert als Stadtgericht. Es ist in der Littenstraße 12–17 im Ortsteil Mitte des gleichnamigen Bezirks. Die Zuständigkeiten sowohl für Inhalte als auch für Gebiete Berlins haben sich im Laufe der Zeit und der verschiedenen Gesellschaftsformen mehrfach verändert.

## Sitz und Zuständigkeit
Sitz des Amtsgerichtes Mitte ist das ehemalige Geschäftsgebäude für die Zivilabteilungen des Landgerichts Berlin I und des Amtsgerichts Berlin I in der Littenstraße. Der Amtsgerichtsbezirk umfasst die beiden Berliner Ortsteile Mitte und Prenzlauer Berg sowie den ehemaligen Bezirk Tiergarten.
Das Amtsgericht Mitte ist zuständig für alle den Amtsgerichten zugewiesenen zivilen Rechtsstreitigkeiten. Ausgenommen sind Familiensachen, da das zuständige Familiengericht für den Bezirk Mitte das Amtsgericht Pankow/Weißensee ist, und Mahnverfahren, die vom Amtsgericht Wedding bearbeitet werden. Umgekehrt sind zivilrechtliche Streitigkeiten aus dem Verkehrsrecht in Berlin beim Amtsgericht Mitte konzentriert. Strafrechtliche Rechtsfälle werden vom Amtsgericht Tiergarten bearbeitet.
Seit dem 1. Januar 2013 ist das Amtsgericht Mitte auch Zentrales Vollstreckungsgericht für das Land Berlin.

## Einbindung in den Instanzenzug
Das Amtsgericht Mitte ist eines von elf Amtsgerichten im Bezirk des Landgerichtes Berlin, welches selbst dem Kammergericht Berlin untergeordnet ist.

## Geschichte
Dem Kammergericht in Berlin war von 1849 bis 1879 das Stadtgericht Berlin als zuständiges Kreisgericht für Berlin nachgeordnet. Das königlich preußische Landgericht Berlin I wurde mit Wirkung zum 1. Oktober 1879  für den Stadtbezirk Berlin zuständig. Ihm war nur ein Amtsgericht, das Amtsgericht Berlin I zugeordnet. Dessen Bezirk hatte 1888 zusammen 966.858 Einwohner. Das Amtsgericht hatte 102 Richter und war damit ungewöhnlich groß.
1899 wurde das Amtsgericht Berlin I in Amtsgericht Mitte umbenannt. Gleichzeitig erfolgte ein neuer Zuschnitt der Amtsgerichtsbezirke. Der Gerichtsbezirk des Amtsgerichts Mitte (und damit des Landgerichtes Berlin I) setzte sich nun zusammen aus den Teilen der Stadtkreise Berlin und Charlottenburg und den Landkreisen Niederbarnim und Teltow die wie folgt begrenzt waren: Im Norden und Osten durch die äußere Grenze der Berliner Ringbahn vom Charlottenburger Verbindungskanal bis zur Spree bei Treptow. Im Süden durch das linke Spreeufer von der Eisenbahnunterführung bis zum Austritt des Freiarchengrabens und weiter durch das Südufer des Schifffahrtskanals bis zu dessen Mündung in die Spree. Im Westen durch das Westufer des Charlottenburger Verbindungskanals.
1920 wurden die Landgerichte II und III aufgrund der Zusammenfassung verschiedener Gemeinden zu Groß-Berlin (flächenmäßig etwa dem heutigen Stadtstaat entsprechend) für weitere Teile der Stadt zuständig. Im Juli 1933 legte der kommissarische preußische Justizminister Hanns Kerrl die drei Landgerichte zum einheitlichen Landgericht Berlin zusammen.
Nach dem Zweiten Weltkrieg lag der Sitz des Amtsgerichtes Mitte im Sowjetischen Sektor. Der sowjetische Stadtkommandant, Generaloberst Nikolai Erastowitsch Bersarin, befahl am 18. Mai 1945 die Bildung je eines Bezirksgerichtes pro Bezirk der Stadt Berlin. Als Obergericht wurde ein Stadtgericht Berlin im Gebäude des Amtsgerichts Berlin-Mitte eingerichtet. Auf ihrer 12. Sitzung beschloss die Alliierte Kommandantur am 27. September 1945 die Gerichtsstruktur der besetzten Stadt. Man kehrte hierbei zu der traditionellen Aufteilung mit drei Instanzen zurück; es wurden 14 Amtsgerichte gebildet. In der DDR-Zeit wurde durch die Verordnung des Ost-Berliner Magistrats vom 21. November 1952 über die „Verfassung der Gerichte von Groß-Berlin“ festgelegt, dass die Rechtsprechung durch das Kammergericht (Ost-)Berlin als Oberstem Gericht von Groß-Berlin, das Stadtgericht (Ost-)Berlin und die Stadtbezirksgerichte ausgeübt werde. Unter anderem wurde das Stadtbezirksgericht Mitte mit Sitz in der Littenstraße 12–17 errichtet.
Nach der politischen Wende war es notwendig, eine einheitliche Gerichtsstruktur für ganz Berlin festzulegen und gleichzeitig die DDR-Justiz personell und organisatorisch in rechtsstaatliche Strukturen zu überführen. Hierzu ging man zweistufig vor: In einem ersten Schritt wurden zum 3. Oktober 1990 die Stadtbezirksgerichte aufgehoben und die Stadtbezirksgerichte wurden als Zweigstellen der bestehenden Westberliner Amtsgerichte weitergeführt. Das Amtsgericht Wedding war dabei für Mitte zuständig. Mit dem Ersten Gesetz zur Änderung des Gesetzes über die Zuständigkeit der Berliner Gerichte vom 21. Oktober 1991 entstand zum 1. November 1991 das Amtsgericht Mitte wieder.

## Gebäudegeschichte und Architektur

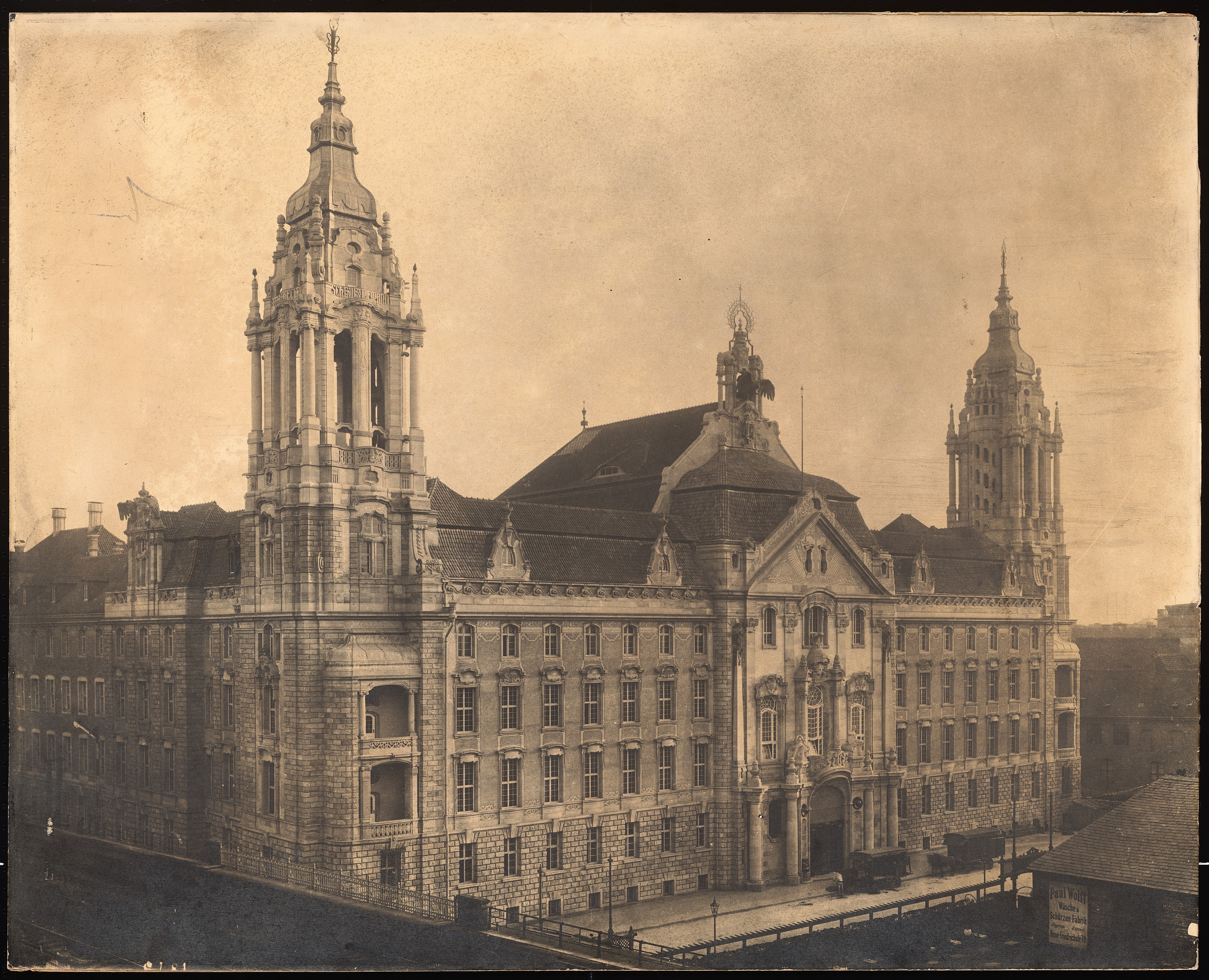
Geschäftsgebäude für die Zivilabteilungen, ca. 1900

Das Bauensemble des Amtsgerichts I in der Neuen Friedrichstraße (nach 1945: Littenstraße 12–17) entstand von 1896 bis 1904 nach Entwürfen von Paul Thoemer, Rudolf Mönnich und Otto Schmalz, die Baukosten wurden mit mehr als 1,6 Millionen Mark geplant (kaufkraftbereinigt in heutiger Währung: rund 13 Millionen Euro). Schmalz hatte auch die Bauleitung inne.
Nach starken Beschädigungen im Zweiten Weltkrieg und einer geänderten Verkehrsführung der Anliegerstraßen erfuhr das Bauwerk Vereinfachungen und Umbauten. In der DDR-Zeit wurde der nördliche Gebäudeteil – etwa ein Viertel des ursprünglichen Gesamtkomplexes – von 1968 bis 1969 im Rahmen der städtebaulichen Neuordnung der Stadtmitte zugunsten einer Verbreiterung der Grunerstraße abgebrochen, der Rest wurde unter Denkmalschutz gestellt. In den Gebäuden befanden sich unter anderem das Oberste Gericht der DDR sowie das Stadtbezirksgericht Mitte.
Nach der Wende kam es in das Eigentum des Landes Berlin, wurde saniert und der aktuellen Nutzung angepasst.